# Голицын, Николай Михайлович (1820)
Князь Николай Михайлович Голицын (8 ноября 1820 — 22 марта 1885) — сенатор, обер-гофмейстер; тайный советник. Владелец усадьбы Никольское-Урюпино.

## Биография
Родился 8 (20) ноября 1820 года. Был старшим сыном князя Михаила Николаевича Голицына (1796—1863) от его брака с княжной Анной Николаевной Вяземской (1796—1873). По отцу — внук князя Н. А. Голицына, по матери — князя Н. Г. Вяземского. 
Получил основательное образование. Среди его учителей был П. Н. Шарапов и поэт В. И. Красов. В 1835—1839 годах учился в Царскосельском лицее откуда был выпущен с правом на чин IX класса и 21 мая 1840 года начал службу в ведомстве Министерства юстиции, затем — в Министерстве внутренних дел; в 1842 году был командирован к сенатору И. Н. Толстому, ревизовавшему Сибирь и по окончании работ был награждён орденом Св. Анны 3-й степени. 
Будучи действительным членом Русского Географического общества, принимал активное участие в обсуждении его устава. 
В 1853 году был назначен исправляющим должность генерал-аудитора флота, 5 декабря 1854 года произведён в статские советники и 15 апреля 1856 года произведён в действительные статские советники с утверждением в должности. В 1855 году ездил с ревизией сначала в Астрахань, а затем в Архангельск. В 1858 году ему было пожаловано придворное звание камергера. В 1865 году был произведён в тайные советники и получил придворное звание гофмейстера. Был назначен сенатором 22 апреля 1869 года. 
Умер 22 марта (3 апреля) 1885 году, похоронен в усадьбе Никольское-Урюпино, в Звенигородском уезде Московской губернии.

## Награды
- орден Св. Анны 3-й степени
- орден Св. Анны 2-й степени (1853)[6]
- орден Св. Владимира 3-й ст. (1859)
- орден Св. Анны 1-й степени с императорской короной (1872)
- орден Св. Владимира 2-й ст.

## Семья

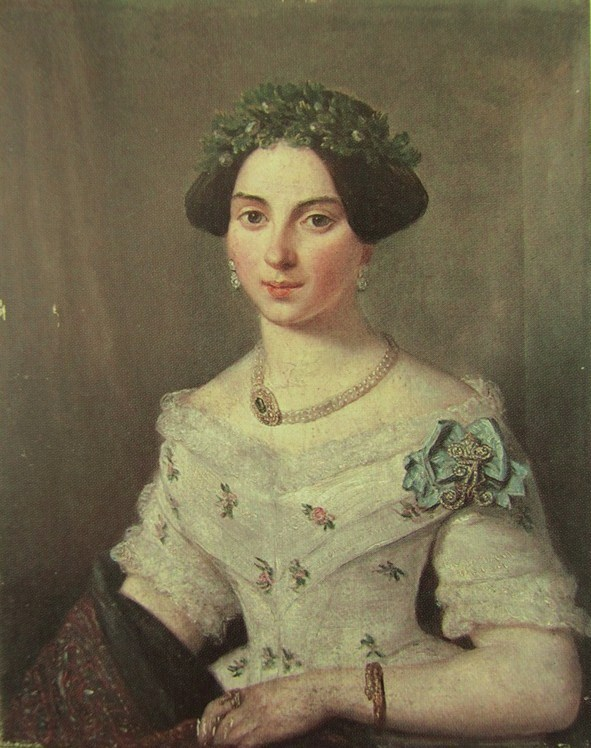
Мария Сергеевна с фрейлинским шифром (1848)

Жена (с 30 января 1849 года) — Мария Сергеевна Сумарокова (25.10.1830—24.01.1902), внучка Зои Гика; дочь генерал-адъютанта и генерала от артиллерии Сергея Сумарокова и маркизы Александры Маруцци. Крестница великой княжны Марии Михайловны и графа А. Ф. Ланжерона. В детстве страдала кривизной одного бока или спинного хребта, от чего выдерживала ортопедическое лечение. Совершенно выздоровев, в 1848 году была пожалована фрейлиной двора. Была недурна, очень небольшого роста и не отличалась снисходительностью. По словам свекрови, Мария Сергеевна «с точки зрения морали была само совершенство, умна, рассудительна и с прекрасной душой. На неё с мужем приятно было посмотреть; все у них дышало порядком, благополучием, но без всяких излишеств». Умерла в 1902 году в Петербурге от бронхита, вызванного гриппом. Похоронена рядом с мужем в семейной усыпальнице.
В браке было шестеро детей, два сына — Михаил (1853—1870) и Сергей (1871—1919), оба имели проблемы с психическим развитием; и четыре дочери — Александра (1857—1937), была последней владелицей имения Никольское-Урюпино, жила там до ноября 1918 года, когда её вместе с двумя, овдовевшими к тому времени, сёстрами выселили из усадьбы; Анна (1859—1929), вышла замуж за будущего председателя IV Государственной Думы М. В. Родзянко; Мария (1865—1943), замужем за морским офицером С. Д. Свербеевым (1872—1905); Елена (1867—1943), жена А. М. Хитрово (1872—1900).